# Listă de filme britanice din 1928
Aceasta este o listă de filme britanice din 1928:

## Lista
| Titlu                                | Regizor                            | Distribuție                                                  | Gen             | Note                                                 |
| ------------------------------------ | ---------------------------------- | ------------------------------------------------------------ | --------------- | ---------------------------------------------------- |
| Adam's Apple                         | Tim Whelan                         | Monty Banks, Lena Halliday                                   | Comedy          |                                                      |
| Adventurous Youth                    | Edward Godal                       | Derrick De Marney, Dino Galvani                              | Adventure       |                                                      |
| Afterwards                           | Lawson Butt                        | Marjorie Hume, Julie Suedo                                   | Drama           |                                                      |
| Angst                                | Hans Steinhoff                     | Gustav Fröhlich, Henry Edwards                               | Drama           | Co-production with Germany                           |
| Balaclava                            | Maurice Elvey, Milton Rosmer       | Cyril McLaglen, Benita Hume                                  | War             |                                                      |
| The Blue Peter                       | Arthur Rooke                       | Matheson Lang, Gladys Frazin                                 | Adventure       |                                                      |
| Boadicea                             | Sinclair Hill                      | Phyllis Neilson-Terry, Lillian Hall-Davis, Clifford McLaglen | Historical      |                                                      |
| Bolibar                              | Walter Summers                     | Elissa Landi, Michael Hogan                                  | Adventure       |                                                      |
| Champagne                            | Alfred Hitchcock                   | Betty Balfour, Gordon Harker, Jean Bradin, Fanny Wright      | Comedy          |                                                      |
| Chick                                | A. V. Bramble                      | Bramwell Fletcher, Trilby Clark                              | Drama           |                                                      |
| The City of Youth                    | E. H. Calvert                      | Betty Faire, Lilian Oldland                                  | Drama           |                                                      |
| Cocktails                            | Monty Banks                        | Harald Madsen, Enid Stamp-Taylor                             | Comedy          |                                                      |
| The Constant Nymph                   | Adrian Brunel                      | Ivor Novello, Mabel Poulton                                  | Drama           |                                                      |
| A Daughter in Revolt                 | Harry Hughes                       | Mabel Poulton, Edward O'Neill                                | Comedy          |                                                      |
| Dawn                                 | Herbert Wilcox                     | Sybil Thorndike, Gordon Craig                                | Drama           |                                                      |
| Easy Virtue                          | Alfred Hitchcock                   | Isabel Jeans, Frank Elliott, Franklin Dyall                  | Drama           |                                                      |
| The Farmer's Wife                    | Alfred Hitchcock                   | Jameson Thomas, Lillian Hall-Davis, Gordon Harker            | Romantic comedy |                                                      |
| The First Born                       | Miles Mander                       | Madeleine Carroll, Miles Mander                              | Drama           |                                                      |
| For Valour                           | G. B. Samuelson                    | Dallas Cairns, Roy Travers                                   | War             |                                                      |
| The Forger                           | G. B. Samuelson                    | Nigel Barrie, Lillian Rich                                   | Crime           |                                                      |
| The Gallant Hussar                   | Géza von Bolváry                   | Ivor Novello, Evelyn Holt                                    | Romance         | Co-production with Germany                           |
| God's Clay                           | Graham Cutts                       | Anny Ondra, Trilby Clark                                     | Drama           |                                                      |
| The Guns of Loos                     | Sinclair Hill                      | Henry Victor, Madeleine Carroll                              | War/drama       |                                                      |
| The Hellcat                          | Harry Hughes                       | Mabel Poulton, Eric Bransby Williams                         | Romance/drama   |                                                      |
| His House in Order                   | Randle Ayrton                      | Tallulah Bankhead, Ian Hunter                                | Drama           |                                                      |
| Houp La!                             | Frank Miller                       | George Bellamy, Frank Stanmore                               | Comedy          |                                                      |
| The Infamous Lady                    | Geoffrey Barkas, Michael Barringer | Arthur Wontner, Walter Tennyson                              | Drama           |                                                      |
| A Knight in London                   | Lupu Pick                          | Lilian Harvey, Ivy Duke                                      | Drama           |                                                      |
| The Lady of the Lake                 | James A. FitzPatrick               | Percy Marmont, Benita Hume                                   | Romance         |                                                      |
| Life                                 | Adelqui Migliar                    | Adelqui Migliar, Marie Ault                                  | Drama           |                                                      |
| A Light Woman                        | Adrian Brunel                      | Benita Hume, Gerald Ames                                     | Romance         |                                                      |
| A Little Bit of Fluff                | Wheeler Dryden                     | Syd Chaplin, Betty Balfour                                   | Comedy          |                                                      |
| Love's Option                        | George Pearson                     | Dorothy Boyd, Patrick Aherne                                 | Adventure       |                                                      |
| Mademoiselle Parley Voo              | Maurice Elvey                      | Estelle Brody, John Stuart                                   | Drama           |                                                      |
| The Man Who Changed His Name         | A. V. Bramble                      | Stewart Rome, Betty Faire                                    | Thriller        |                                                      |
| Maria Marten                         | Walter West                        | Trilby Clark, Warwick Ward                                   | Melodrama       |                                                      |
| Moulin Rouge                         | Ewald André Dupont                 | Olga Tschechowa, Eve Gray                                    | Drama           |                                                      |
| Not Quite a Lady                     | Thomas Bentley                     | Blanche Sweet, Haddon Mason                                  | Mystery         |                                                      |
| Number 17                            | Géza von Bolváry                   | Guy Newall, Lien Deyers                                      | Crime           | Co-production with Germany                           |
| Palais de danse                      | Maurice Elvey                      | Mabel Poulton, John Longden                                  | Drama           |                                                      |
| Paradise                             | Denison Clift                      | Betty Balfour, Alexander D'Arcy                              | Drama           |                                                      |
| The Passing of Mr. Quinn             | Julius Hagen, Leslie S. Hiscott    | Stewart Rome, Trilby Clark                                   | Mystery         |                                                      |
| The Physician                        | Georg Jacoby                       | Miles Mander, Elga Brink                                     | Drama           |                                                      |
| The Price of Divorce                 | Sinclair Hill                      | Wyndham Standing, Frances Day                                | Drama           |                                                      |
| A Reckless Gamble                    | Widgey R. Newman                   | Wally Patch, Simeon Stuart                                   | Sports          |                                                      |
| The Ringer                           | Arthur Maude                       | Leslie Faber, Annette Benson                                 | Crime           |                                                      |
| The Rising Generation                | Harley Knoles, George Dewhurst     | Alice Joyce, Jameson Thomas                                  | Comedy          |                                                      |
| S.O.S.                               | Leslie S. Hiscott                  | Robert Loraine, Bramwell Fletcher                            | Adventure       |                                                      |
| Sailors Don't Care                   | W. P. Kellino                      | Estelle Brody, John Stuart                                   | Comedy          |                                                      |
| The Second Mate                      | J. Steven Edwards                  | David Dunbar, Cecil Barry                                    | Adventure       |                                                      |
| Shiraz                               | Franz Osten                        | Himansu Rai, Enakshi Rama Rao                                | Drama           | Co-production with Germany and India                 |
| Sir or Madam                         | Carl Boese                         | Percy Marmont, Ossi Oswalda                                  | Comedy          | Co-production with Germany                           |
| A South Sea Bubble                   | T. Hayes Hunter                    | Ivor Novello, Benita Hume, Alma Taylor                       | Comedy          |                                                      |
| Spangles                             | George Banfield                    | Fern Andra, Forrester Harvey                                 | Drama           |                                                      |
| Sweeney Todd                         | Walter West                        | Moore Marriott, Judd Green                                   | Crime           |                                                      |
| Tesha                                | Victor Saville, Edwin Greenwood    | María Corda, Jameson Thomas                                  | Drama           |                                                      |
| The Thoroughbred                     | Sidney Morgan                      | Ian Hunter, Louise Prussing                                  | Sports          |                                                      |
| Tommy Atkins                         | Norman Walker                      | Lillian Hall-Davis, Henry Victor                             | Drama           |                                                      |
| Toni                                 | Arthur Maude                       | Jack Buchanan, Dorothy Boyd                                  | Thriller        |                                                      |
| The Triumph of the Scarlet Pimpernel | T. Hayes Hunter                    | Matheson Lang, Juliette Compton                              | Drama           |                                                      |
| Troublesome Wives                    | Harry Hughes                       | Eric Bransby Williams, Mabel Poulton                         | Comedy          |                                                      |
| Two Little Drummer Boys              | G. B. Samuelson                    | Alma Taylor, Derrick De Marney                               | Comedy          |                                                      |
| Underground                          | Anthony Asquith                    | Brian Aherne, Elissa Landi                                   | Drama           |                                                      |
| The Valley of Ghosts                 | G. B. Samuelson                    | Miriam Seegar, Ian Hunter                                    | Crime           |                                                      |
| Victory                              | M. A. Wetherell                    | Moore Marriott, Walter Byron                                 | War             |                                                      |
| Virginia's Husband                   | Harry Hughes                       | Mabel Poulton, Lilian Oldland                                | Comedy          |                                                      |
| The Vortex                           | Adrian Brunel                      | Ivor Novello, Willette Kershaw                               | Drama           |                                                      |
| The Ware Case                        | Manning Haynes                     | Stewart Rome, Betty Carter                                   | Drama           |                                                      |
| The Warning                          | Reginald Fogwell                   | Percy Marmont, Fern Andra                                    | Drama           |                                                      |
| Weekend Wives                        | Harry Lachman                      | Monty Banks, Jameson Thomas                                  | Comedy          |                                                      |
| What Money Can Buy                   | Edwin Greenwood                    | Madeleine Carroll, Humberston Wright                         | Drama           |                                                      |
| What Next?                           | Walter Forde                       | Pauline Johnson, Frank Stanmore                              | Comedy          |                                                      |
| Whirl of Youth                       | Richard Eichberg                   | Fee Malten, Heinrich George                                  | Drama           | Co-production with Germany                           |
| The White Sheik                      | Harley Knoles                      | Lillian Hall-Davis, Jameson Thomas                           | Adventure       |                                                      |
| Widecombe Fair                       | Norman Walker                      | William Freshman, Marguerite Allan                           | Comedy          |                                                      |
| A Window in Piccadilly               | Sidney Morgan                      | Joan Morgan, John F. Hamilton                                | Romance         |                                                      |
| Yellow Stockings                     | Theodore Komisarjevsky             | Percy Marmont, Enid Stamp-Taylor                             | Drama           |                                                      |
| You Know What Sailors Are            | Maurice Elvey                      | Alf Goddard, Chili Bouchier                                  | Comedy          |                                                      |
| Young Woodley                        | Thomas Bentley                     | Marjorie Hume, Sam Livesey                                   | Drama           | Never fully released; remade as a sound film in 1931 |
| Zero                                 | Jack Raymond                       | Stewart Rome, Fay Compton                                    | Drama           |                                                      |